# Сибэлектропривод
Сибэлектропривод — российское предприятие по производству тяговых электрических машин средней мощности. Расположено в Кировском районе Новосибирска.

## История
В 1958 г. Правительством СССР принято решение об организации в Новосибирске предприятия по изготовлению тепловозного оборудования.
В 1959 г. под руководством инженера Д. И. Опарина началась постройка завода.
Весной 1961 г. в Кировском районе Новосибирска на месте пустыря появились цеха нового предприятия. Первым директором стал Г. С. Шарко. Несмотря на то, что завод не был окончательно построен, здесь уже создаются лаборатории испытаний и измерений, осваиваются участки для производства гальванопокрытий, для строющихся объектов изготавливается нестандартное оборудование.
В сентябре 1961 г. предприятие изготавливает первые тяговые двигатели для грузовых тепловозов ТЭ3 и в это же время производит узлы стрелочных переводов для строящейся в Кировском районе троллейбусной линии.
В 1964 г. после выхода постановления Совнархоза СССР предприятие включают в Новосибирское электромашиностроительное объединение им. XX съезда КПСС (будущий Сибэлектротяжмаш).
В 1972 г. на базе предприятия теплового электрооборудования создаётся объединение «Сибэлектротрансмаш», в его состав вошли НИИ комплектного электропривода и завод «Сибэлектротрансмаш». Выпускаются электромашины для самосвалов, электродвигатели и генераторы для дизель-электрических тракторов, для металлорежущих станков производятся системы числового программного управления.
В 1974 г. завод стал частью Новосибирского производственного объединения «Электроагрегат»
В 1987 г. предприятие становится самостоятельным, его переименовывают в «Сибстанкоэлектропривод».
В 1990 г. осваивается серийное производство генераторов нового поколения для речных и морских судов, начинается серийный выпуск тягового двигателя для э/поездов.
В 1992 г. завод реорганизован в ОАО «Сибстанкоэлектропривод».
В сер. 1990-х гг. резко падает производство, сокращается коллектив организации. В 1999 г. ситуация на заводе стабилизируется.
В 2004 г. российская компания «Дедал» и чешская «Škoda Holding» подписали соглашение об организации на базе ОАО «Сибстанкоэлектропривод» предприятия по изготовлению электродвигателей — ООО «Сибэлектропривод».
В 2017 г. Сибэлектропривод и ОАО «БЕЛАЗ» подписывают соглашение, которое предусматривает создание новосибирским предприятием нового привода, предназначенного для самосвала грузоподъёмностью в 90 т.

## Деятельность
Предприятие производит электродвигатели и генераторы для дизель-электрических тракторов, вагонов метрополитена, пригородных электропоездов, карьерных автосамосвалов. Основные партнёры завода — Белорусский автомобильный завод, Вагонмаш и т. д.

## Финансовые показатели
В 2003 года выручка предприятия равнялась 228 млн руб., убытки — 13,2 млн руб.

## Санкции
12 декабря 2023 года, из-за российского вторжения на Украину, предприятие включено в блокирующий санкционный список США против компаний поставляющих продукцию для российской военно-промышленной базы.

## Руководство
- Вахун Михал — генеральный директор